# جاناتان هال
جاناتان هال (انگلیسی: Jonathan Hall؛ زادهٔ ۱۰ اوت ۱۹۴۴) فرد نظامی اهل بریتانیا است. وی همچنین برندهٔ جوایزی همچون نشان حمام و نشان امپراتوری بریتانیا شده‌است.